# Condat-sur-Trincou
Condat-sur-Trincou – miejscowość i gmina we Francji, w regionie Nowa Akwitania, w departamencie Dordogne.
Według danych na rok 1990 gminę zamieszkiwało 376 osób, a gęstość zaludnienia wynosiła 23 osób/km² (wśród 2290 gmin Akwitanii Condat-sur-Trincou plasuje się na 813. miejscu pod względem liczby ludności, natomiast pod względem powierzchni na miejscu 686.).